# Kalli (Saaremaa)
Kalli is een plaats in de Estlandse gemeente Saaremaa, provincie Saaremaa. De plaats heeft de status van dorp (Estisch: küla).
Tot in oktober 2017 behoorde Kalli tot de gemeente Valjala. In die maand werd Valjala bij de fusiegemeente Saaremaa gevoegd.

## Bevolking
Het dorp had 24 inwoners op 31 december 2011 en 25 inwoners op 31 december 2021.

## Ligging
Bij Kalli ligt het natuurpark Kalli maastikukaitseala (480,1 ha).

## Geschiedenis
Kalli werd in 1426 voor het eerst genoemd onder de naam Calle of Calli als landgoed dat door het prinsbisdom Ösel-Wiek in leen was gegeven aan Hinrik Jürs. In 1788 werd Kalli een ‘semi-landgoed’ (Duits: Beigut, Estisch: poolmõis), een landgoed dat deel uitmaakt van een groter landgoed, in dit geval Kabbil. De Estische naam voor Kabbil was Sassi; sinds 1922 ligt het dorp Veeriku op de plaats waar vroeger het centrum van het landgoed lag. In de 19e eeuw ging Kalli over naar het landgoed Sakla.
De naam Kalli verdween van de landkaart tot in de jaren zeventig van de 20e eeuw een nederzetting op het terrein van het vroegere landgoed officieel de naam Kalli kreeg. In 1977 kreeg ze de status van dorp.